# Lauritz Vilhelm Birck
Lauritz Vilhelm Birck (født 17. februar 1871 i København, død 4. februar 1933 i Hellerup) var en dansk socialøkonom.
Birck er især kendt for sin indsats i først Prisreguleringskommissionen og siden Landmandsbank-kommissionen, hvor han afslørede, at tidens spekulanter udnyttede krigskonjunkturerne til vilde spekulationer i værdier, der ikke eksisterede. Birck blev også manden, der ryddede op efter bankkrakket i 1922, og han havde allerede advaret mod den boligboble, der førte til bankkrisen i København 1908. Beklageligvis lod Birck sin professionelle kritik af erhvervslivet skæmme af antisemitiske undertoner, der viste sig blandt andet i verbale sammenstød med fabrikanten Max Ballin.

## Biografi
Birck blev student 1889 og cand.polit. 1893. Derefter opholdt han sig nogen tid i USA og var 1896–1898 redaktør af højrebladet Vort Land. Efter studieophold i udlandet, navnlig i England, indtrådte han 1900 i Nationaltidendes redaktion, blev 1902 doktor i statsvidenskab og deltog året efter i en konkurrence om en docentpost ved Københavns Universitet, hvilken dog blev besat med en anden (nordmanden Einar Einarson); efter dennes tilbagetræden (1906) blev Birck imidlertid docent.
Ved siden heraf havde han kastet sig ind i politik og var 1903 blevet valgt til folketingsmand for Københavns 4. valgkreds og deltog i den følgende tid med iver i det politiske arbejde. I 1906 var det Birck, der hindrede Kristian Erslev i at blive valgt i 4. kreds. Under Folketingets finanslovsdebat i marts 1908 spillede Birck en nøglerolle som kritiker af justitsministeren P.A. Alberti, blandt andet gjorde Birck gældende, at han kunne dokumentere svindel begået af Alberti. Bircks politiske virke som folketingsmand tilfredsstillede ham dog ikke, og ved valget i 1910 opstillede han ikke.
1911 udnævntes han til professor og var siden optaget af videnskabeligt arbejde. Under 1. verdenskrig og i de første efterkrigsår var han en skarp kritiker af erhvervslivet, blandt andet mente han, at de store erhvervsvirksomheder misbrugte deres stilling til at opnå en høj indtjening. Birck kritiserede også personsammenfaldet i erhvervsvirksomhedernes bestyrelser. Bircks kritik gjorde ham upopulær i erhvervskredse. Det blev fremført, at kritikken var drevet af Bircks anti-semitisme. 
I 1918–1920 var Birck atter medlem af Folketinget for det Konservative Folkeparti, men han meldte sig ud af partiet blandt andet på grund af uenighed om det sønderjyske spørgsmål i forbindelse med genforeningen i 1920. Han dannede derefter partiet Centrum, men blev ikke valgt i 1920.
1916 var han medlem af boligkommissionen og i 1914–1921 af Prisreguleringskommissionen. I 1922-1924 var Birck medlem af kommissionen til undersøgelse af Landmandsbankens forhold, den såkaldte Bankkommission, der i januar 1924 kom med en omfangsrig rapport. Det blev kritiseret, at Birck ikke burde have accepteret hvervet som medlem af kommissionen, da han tidligere havde været en skarp kritiker af Landmandsbankens direktør, Emil Glückstadt. Birck blev yderligere kritiseret for at stå bag lækager fra kommissionen. Birck var i 1930-31 rektor for Københavns Universitet.
Bircks betydeligste indsats som socialøkonomisk forfatter var hans teoretiske arbejder. I sin Værditeori I-II (1902) gav han en klar, overskuelig og livligt formet fremstilling af grænseværdilæren, mens han i Ejendomsskatter (1913) søgte at bringe sine teoretiske resultater til anvendelse på et af finansvidenskabens vanskeligste afsnit; han leverede på dette punkt et værdifuldt bidrag til opgavens løsning. Af senere arbejder kan nævnes Vigtige Varer (1915), Læren om Grænseværdien (1918), Europas Svøbe (statsgælden, 1925) og Den økonomiske Virksomhed (1929).
Desuden udgav han Sukkerets Historie (1909) samt nogle mindre skrifter (Kreditøkonomiens Omsætningsmidler, De økonomiske Perioder 1870-1900) og forfattede spredt i tidsskrifter en stor del forskelligartede afhandlinger. Fra hans journalistiske forfatterskab må særlig nævnes korte politiske opsatser med maliciøst sving samt under mærket "Aloysius" halvfilosofiske artikler i brevform; desuden besøgte han som rejsende journalist mange egne og skildrede en mængde forskellige forhold og begivenheder.
Birck er begravet på Bispebjerg Kirkegård. Efter hans død udgav en kreds af venner en erindringsbog ("Bogen om Birck - Skrevet af hans Venner"). 